# Hullámos kúszókaktusz
A hullámos kúszókaktusz (Hylocereus undatus) epifita kaktusz. Termése, a vörös pitaja végett világszerte termesztik.

## Származása, elterjedése
Valószínűleg Mexikó déli részéről és Közép-Amerika csendes-óceáni partvidékéről terjedt el. A trópusi Amerikában mindenfelé termesztik; ritkábban Afrikában, Ázsiában és Ausztráliában is ültetik. Dél-Kínában behurcolt növényként szabadon tenyészik. Pontos származási helye nem ismert, hiszen már a prekolumbián indián kultúrák is termesztették gyümölcséért.

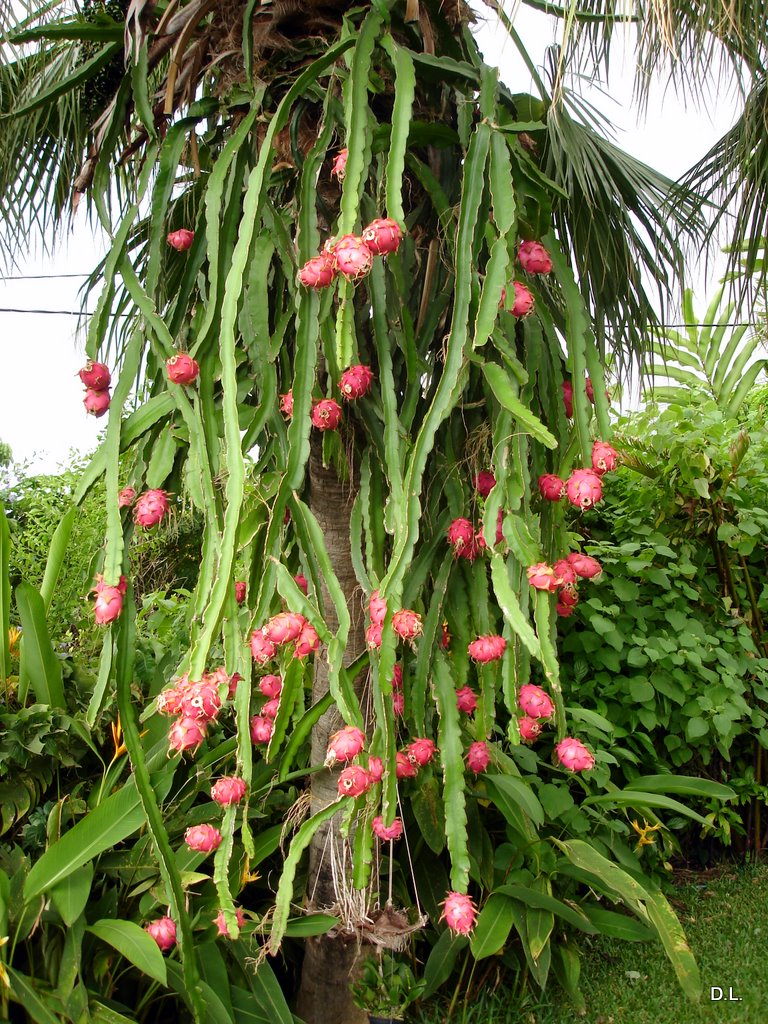
Hylocereus undatus a terméseivel

## Megjelenése, felépítése

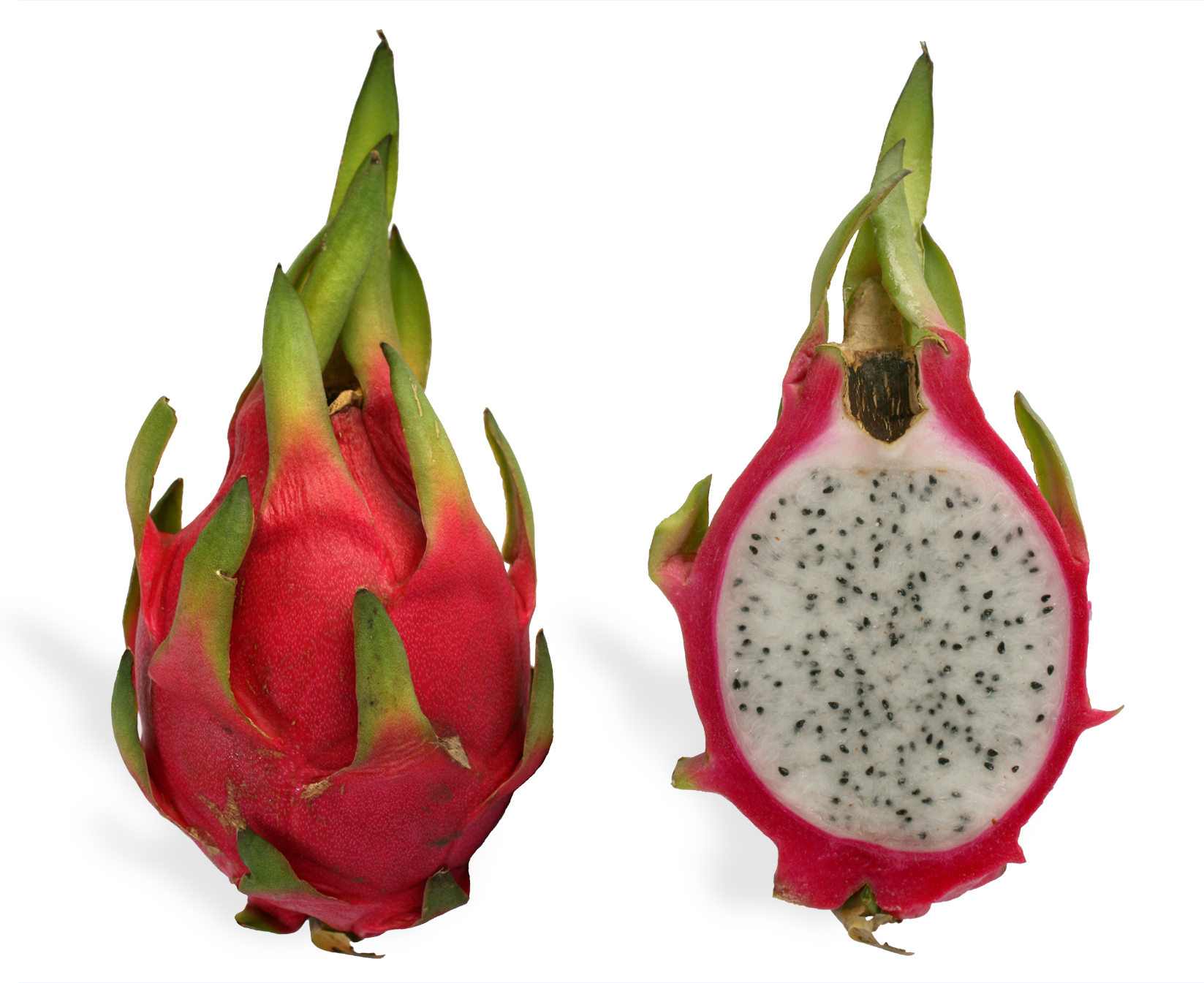
A Hylocereus undatus kaktusz termése a vörös pitaja

Törzse gazdagon elágazó. Hosszú, karcsú, pozsgás, háromszögletű, akár 6 m hosszú szárai légzőgyökerekkel kapaszkodnak. Areolái 30–50 mm távolságban fejlődnek és 1-3, egyenként 2–4 mm hosszú tövist hordoznak.
Virágai akár 30 cm hosszúak is lehetnek. A külső, visszahajló szirmok sárgászöldek, a belsők szélesek és fehérek. A porzók krémszínűek, a bibe hasonlóképp. Magházukat húsos, elálló pikkelyek veszik körül. A számos keskeny-szálas, legfeljebb 11 cm hosszú, sárga vagy fehéres, terpedten szétterülő szirom 2 körben helyezkedik el, és ezek közepéből emelkedik ki a krémszínű porzók csoportja.
Termése tövis nélküli, húsos, gömbölyű, elliptikus vagy széles orsó alakú, 120 mm hosszú bogyó, amit háromszögletű vagy keskeny-lándzsás, alapi részükön kiszélesedő, húsos, legfeljebb 8 cm hosszú, a csúcsukon berzedten (több v. minden oldalról szétterpedten) visszahajló pikkelyek borítanak. A termés akár a 20 cm-t is elérheti; megérve liláspiros, ritkábban sárga. Szilárd, húsos héja kb. 1 cm vastag, és tágas termésüreget zár körül, amelyet üveges, fehér, nagyon bő levű, éretten finom, édeskésen savanyú pulpa tölt ki. E terméshúsba ágyazva ül a sok fényes, fekete, lapos, körte alakú (3 mm × 1,5 mm-es) mag.

## Életmódja, élőhelye
Talajlakó vagy epifiton, kúszó, kapaszkodó vagy csüngő növény. Főleg a trópusi és szubtrópusi területekre jellemző, de megél a mélyen fekvő parti síkságokon és a fennsíkokon is.

## Felhasználása
Termését hosszirányban félbevágják, és pulpáját a magokkal együtt kanalazzák ki. Püré formájában vízzel, jéggel és cukorral keverve pompás üdítőitalt szolgáltat. Sziruppá is főzik, hogy süteményeket vagy édességeket fűszerezzenek és fessenek vele.

## Termesztése és betakarítása
Forró, csapadékszegény trópusi klímán tenyészik. Dugvánnyal szaporítják, és dísz-, valamint gyümölcstermő növényként házikertekben, sövények, falak mellett és fákon termesztik. A termést érett állapotban vágják le, mert csak néhány napig tárolható.

## Rokonsági viszonyai
A Hylocereus subgenus tagja.
Elképzelhető, hogy a faj a Hylocereus triangularis termesztett változata csupán, melyet a prekolumbián időkben termesztésbe vontak.